# Banche in Ticino
Il Ticino ha un ruolo importante nel Settore bancario svizzero. Lugano è infatti la terza piazza finanziaria, dopo Zurigo e Ginevra. Lo sviluppo delle banche ticinesi è però più recente di quello delle banche ginevrine e zurighesi.

## Cronistoria delle banche ticinesi

### Cassa Ticinese di Risparmio
Fondata nel 1833 da un gruppo di circa 80 cittadini su iniziativa del Consigliere di Stato Giovanni Battista Pioda e di Stefano Franscini, la Cassa Ticinese di Risparmio fu la prima banca ticinese. Il suo scopo era di favorire il risparmio. Le somme raccolte venivano versate alla Cassa del Cantone Ticino e servivano al rimborso parziale dei prestiti cantonali. Il tasso d'interesse era del 4%. L'attività della cassa cessò nel 1861 per lasciare il posto alla Banca Cantonale Ticinese.

### Banca Cantonale Ticinese
Fondata nel 1858 dalla Cassa Ticinese di Risparmio, la Banca Cantonale Ticinese (oggi BancaStato)  fu la prima banca ad offrire tutti i servizi, compreso l'emissione dei biglietti di banca. Oltre alla raccolta del risparmio, la banca agiva come istituto di credito allo scopo di favorire il commercio e l'industria ticinesi.
Il governo ticinese partecipò al capitale della società anonima sottoscrivendo il 20% delle azioni. La banca era sottoposta alla sorveglianza del Governo ed era considerata uno "stabilimento pubblico" (decreto legislativo dell'8 giugno 1858)
L'attività della banca cominciò solo nel 1861 poiché alcuni azionisti versarono con molte difficoltà le somme promesse. La ripresa dell'attivo e del passivo della Cassa Cantonale di Risparmio avvenne il primo luglio 1861.
I primi anni di attività furono difficili poiché il pubblico non aveva molto fiducia nel nuovo istituto. Più tardi gli investimenti effettuati in Italia causarono delle perdite notevoli.
Nel 1890 fu scoperto che il cassiere cantonale aveva prelevato delle somme importanti per fare delle speculazioni errate. Il pubblico si presentò in massa per ottenere la restituzione dei risparmi versati. La cassa di risparmio perse quasi la metà delle somme depositate.
La chiusura degli sportelli del Credito Ticinese di Locarno nel mese di gennaio del 1914 fu fatale alla Banca Cantonale Ticinese che in realtà era già in stato di insolvenza dal 1890. Il fallimento causò una perdita di 16 milioni di franchi. I creditori perdettero l'80% dei capitali depositati.

### Banca della Svizzera Italiana
La Banca della Svizzera Italiana (oggi BSI SA) fu fondata a Lugano nel 1873 in previsione dell'apertura della linea ferroviaria del Gottardo e dello sviluppo del commercio regionale e internazionale
. Il Credito Svizzero di Zurigo e il Bankverein di Basilea parteciparono alla creazione di questa banca.
Tre agenzie furono aperte nell'Italia del Nord. La banca partecipò alla costituzione della società Omnibus e Tramvie di Milano e di altre società commerciali e finanziarie.
Nel 1883 le agenzie estere furono chiuse e l'attività della banca si limitò al canton Ticino. I bisogni di finanziamento regionali erano aumentati e la banca contribuì alla costruzione della linea del Monteceneri e delle imprese di navigazione dei laghi Maggiore, di Como e di Lugano.
Nel 1885 l'agenzia di Bellinzona fu ceduta alla Banca Popolare Ticinese che l'istituto di Lugano aveva creato allo scopo di meglio favorire lo sviluppo del Sopraceneri.
Nel 1935 fu aperta a Zurigo la prima succursale al Nord delle Alpi.
La maggioranza del capitale della banca cambia più volte durante la sua lunga attività.
Nel 1991 è posseduta dalla Società di Banca Svizzera (UBS AG dopo la fusione) che la cede alle Assicurazioni Generali nel 1998.
L'espansione dell'istituto prosegue acquistando la Banca Unione di Credito e più
tardi la Banca del Gottardo dalla Swiss Life.
A partire dal 1998 è la BTG Pactual che possiede il capitale della banca fino al
2015 quando la banca EFG International acquista l'instituto luganese.
In seguito ai problemi di riciclaggio legati al fondo malese 1MDB, la FINMA decide lo scioglimento della Banca della Svizzera Italiana.

### Banca Popolare Ticinese
La Banca della Svizzera Italiana creò nel 1885 la Banca Popolare Ticinese e chiuse l'agenzia di Bellinzona. La banca sostenne lo sviluppo delle industrie e del commercio nel Sopraceneri, in particolare le industrie della paglia, dei cappelli e del granito. Alcuni di questi investimenti non dettero il risultato previsto e la banca dovette procedere ad importanti ammortamenti.
Il fallimento del Credito Ticinese e della Banca Cantonale Ticinese compromise la profitabilità della banca. Nel mese di marzo del 1914 si procedette alla sua liquidazione con una procedura di concordato. La Banca Popolare di Lugano ne assunse l'attivo e il passivo impegnandosi a soddisfare integralmente i portatori di libretti di risparmio. La perdita fu di circa 8 milioni di franchi.

### Banca Popolare di Lugano
La Banca Popolare di Lugano venne costituita nel 1889 allo scopo di favorire lo sviluppo del commercio e dell'industria. Sin dall'inizio godè della fiducia del pubblico. I risparmi raccolti erano di 6 milioni nel 1912.
Nel 1914 la banca assorbì la Banca Popolare Ticinese che era stata chiusa con una procedura di concordato. Nel 1967 l'Unione di Banche Svizzere acquistò la Banca popolare di Lugano.

### Credito Ticinese
Questa banca è stata fondata nel 1890 e i suoi inizi furono difficili. Le somme depositate provenivano in gran parte dalla Banca Cantonale Ticinese.
Nel 1908 la banca assorbì la Banca Agricola Commerciale di Lugano che si trovava in difficoltà.
Gli investimenti fatti nelle industrie in Ticino e in Italia non furono molto felici. La direzione fece pure delle speculazioni errate. Nel gennaio del 1914 la banca fu dichiarata in fallimento. Tutte le altre banche ticinesi ne subirono il contraccolpo poiché il pubblico aveva perduto la fiducia nelle banche. Era il classico esempio del bank run degli inglesi. I risparmiatori ricevettero il 40% delle somme depositate.

### Banca Svizzera Americana
Questa banca fu fondata nel 1896 con sede a Locarno e un'agenzia a San Francisco. Gli emigrati in California utilizzarono questo istituto per depositare i risparmi e trasferire il denaro in Ticino. La ferrovia Locarno-Vallemaggia, la fabbrica Linoleum di Giubiasco e la Società elettrica-Locarnese furono finanziate dalla Banca Svizzera Americana.
Il terremoto di San Francisco del 1906 e la nuova legge bancaria americana condussero l'istituto a ritirarsi dal mercato americano.
Nel 1915 la banca rilevò, con l'appoggio di altri istituti, le attività del Credito Ticinese che era stato dichiarato in fallimento. Questi impegni limitarono le possibilità di sviluppo della Banca. Nel 1920 la banca fu assorbita dall'Unione di Banche Svizzere.

### Società Bancaria Ticinese
La Società Bancaria Ticinese è un istituto bancario svizzero, privato e indipendente, con sede e direzione generale a Bellinzona dal 1903.
È una banca totalmente indipendente che prevede la partecipazione diretta degli azionisti di riferimento nella gestione dell’attività bancaria.
Propone l’intera gamma dell’offerta bancaria tradizionale e si distingue per un servizio altamente personalizzato.

### Banca Agricola Commerciale
Questa banca fu fondata nel 1903 allo scopo di aiutare il piccolo commercio e l'agricoltura. Nel 1908 fu assorbita dal Credito Ticinese con una perdita del 60% per gli azionisti.

### Banca dello Stato del Cantone Ticino
La crisi bancaria del 1914 fu una catastrofe per l'economia ticinese e minacciava il sistema bancario svizzero. Il Consiglio federale intervenne per favorire la creazione di una banca statale. Fu creata la Banca del Ticino con l'aiuto del Cartello di banche svizzere e dell'Unione delle Banche Cantonali. Il Canton Ticino partecipò con un capitale di 1.3 milioni su un totale di 10 milioni.
La banca contribuì a tranquillizzare la popolazione ma la sua attività fu molto limitata. I depositi di risparmio erano di molto inferiori a quelli delle altre banche ticinesi.
Nel 1915 il Cantone Ticino riscattò la Banca del Ticino, come previsto dagli statuti di quest'ultima. Un prestito di 8 milioni fu concesso dalle banche che avevano già finanziato la Banca del Ticino. La nuova banca fu chiamata Banca dello Stato del Cantone Ticino.
Grazie alla garanzia dello Stato su tutti gli impegni della banca, i depositi sui libretti di risparmio aumentarono sempre di più e nel 1925 superarono quelli depositati presso le altre banche ticinesi.

### Banca Unione di Credito
La Banca Unione di Credito fu fondata nel 1919 con il concorso del Credito Italiano di Milano. Lo scopo era di facilitare le relazioni commerciali con l'Italia.
La crisi degli anni trenta ridusse fortemente le attività della banca. Nel 1941 la succursale di Chiasso fu assorbita dall'Unione di Banche Svizzere.

### Cassa Raiffeisen di Sonvico
La prima Cassa Raiffeisen ticinese fu fondata nel 1922 a Sonvico. Come tutti gli istituti di questo nome, la cassa di Sonvico è una cooperativa che si propone di aiutare i soci e favorire lo sviluppo economico delle regioni rurali.

### Banca Francesco Ferrazzini & C.
Il primo banchiere privato ticinese iniziò la sua attività nel 1927. Gli altri soci sono Emilio e Agostino Nizzola. Si tratta di una banca esclusivamente locale.
Nel 1969 la banca fu assorbita dalla Finter Bank di Zurigo che appartiene al gruppo Italmobiliari.

### Banca Solari S.A.
Questa banca, fondata nel 1926, può essere considerata una banca privata come quella di Francesco Ferrazzini & C. Nel 1967 divenne la banca Solari & Blum. Questa banca fu assorbita nel 1991 dalla Banca privata Edmond de Rothschild.

## Le succursali di banche svizzere
La Società di Banca Svizzera fu la prima banca svizzera ad aprire una succursale in Ticino. Nel 1908 la succursale di Chiasso cominciò la sua attività dedicandosi al finanziamento delle case di spedizioni.
Nel 1913 il Credito Svizzero aprì una succursale a Lugano partecipando al finanziamento dell'industria turistica.
La Banca Popolare Svizzera aprì una succursale a Locarno nel 1919. L'industria alberghiera e i consorzi di bonifica e raggruppamento dei terreni furono finanziati da questa banca.
Nel 1920 l'Unione di Banche Svizzere riprese le attività della Banca Svizzera-Americana di Locarno.

## Le banche presenti in Ticino

### Membri dell'associazione bancaria ticinese[12]
- ABN Amro Bank (Svizzera)
- Banca Arner SA
- Banca Commerciale Lugano
- Banca Coop SA
- Banca del Ceresio SA
- Banca del Sempione
- Banca dello Stato del Cantone Ticino
- Banca di Depositi e di Gestione
- Banca Euromobiliare (SUISSE) SA
- BANCA GESFID
- Banca Intermobiliare di Investimenti e Gestioni (Suisse) SA
- Banca Julius Bär & Co. SA
- Banca Popolare di Sondrio (Suisse) SA
- Banca Privata Edmond de Rothschild Lugano SA
- Banca Sarasin & C. SA
- Banque Cramer & Cie SA
- Banque Morval
- Banque SYZ & CO SA
- BNP Paribas (Suisse) SA, succursale de Lugano
- BSI SA (Banca della Svizzera Italiana)
- Clariden Leu SA
- CMB Banque Privée (Suisse) SA
- Cornèr Banca SA
- Crédit Agricole (Suisse) SA
- Credit Suisse SA
- Credito privato commerciale SA
- Deutsche Bank (Svizzera) SA
- Finter Bank Zuerich
- Intesa SanPaolo Private Bank (Suisse) SA
- LGT Bank (Svizzera) SA
- Liechtensteinische Landesbank (Svizzera) SA – succursale Lugano
- Maerki & Baumann & Co. AG
- PKB Privatbank
- Raiffeisen Svizzera
- SG Private Banking (Lugano-Svizzera) SA
- Società Bancaria Ticinese
- UBS SA
- UniCredit (Suisse) Bank SA
- Wegelin & Co Privatbankiers

### Altre banche
- Banca Aletti & C.
- Banca CIC
- Banca Credinvest SA
- Banca Jacob Safra (Svizzera)
- Banca Migros
- Banca Zarattini & Co. SA
- BCGE Private Banking
- Banque de Crédit et de Dépôts SA
- Banque Heritage
- Banca Coop
- Banca Euromobiliare (Suisse) SA
- Banque Piguet & Cie SA
- BIM - Banca Intermobiliare di Investimenti e Gestioni (Suisse) SA
- Dexia Banca Privata (Svizzera) SA
- J&T Banca (Svizzera) SA
- C.I.M Banque
- Dresdner Bank (Svizzera) SA
- FIDEURAM Bank (Suisse) SA
- GE Money Bank
- HSBS Private Bank (Suisse) SA
- InCore Bank AG
- KBL (Switzerland) Ltd
- Lombard Odier Darier Hentsch & Cie (LODH)
- RAS Private bank (Suisse) SA
- RBC Capital Market Royal Bank of Canada Europe Limited
- RBS Coutts Bank SA
- Union Bancaire Privée
- Banque Safdié, Lugano
- Pictet & Cie
- Aston Bank SA

## I capitali gestiti
L'afflusso di capitali italiani ha contribuito allo sviluppo della piazza finanziaria ticinese. Negli anni trenta e durante la guerra furono capitali che sfuggivano il regime fascista. Dopo la guerra si trattava di proteggere il capitale dalle diverse svalutazioni della lira italiana e di approfittare del segreto bancario.
Le amnistie decretate dal governo italiano, in particolare lo scudo fiscale del 2009, hanno condotto al rimpatrio di molti capitali non dichiarati al fisco. Secondo l'Associazione bancaria ticinese un terzo dei capitali depositati ha approfittato dello scudo fiscale. Nella metà dei casi si tratta però solo di un rimpatrio giuridico (i capitali sono annunciati al fisco) e le banche ticinesi continuano a gestire le somme depositate.
Attualmente le banche ticinesi approfittano delle incertezze 
sul futuro dell'euro. Infatti, una diversificazione del portafoglio diminuisce il rischio dovuto al deprezzamento di una moneta.